# Мексика на летних Олимпийских играх 1960
Мексика принимала участие в Летних Олимпийских играх 1960 года в Риме (Италия) в девятый раз за свою историю, и завоевала одну серебряную медаль. Сборная страны состояла из 69 спортсменов (63 мужчины, 6 женщин).

## Медалисты
| Медаль | Спортсмен    | Вид спорта    | Дисциплина        |
| ------ | ------------ | ------------- | ----------------- |
| Бронза | Хуан Ботелья | Прыжки в воду | Мужчины, трамплин |

## Результаты соревнований

### Академическая гребля
В следующий раунд из каждого заезда проходили несколько лучших экипажей (в зависимости от дисциплины). В финал A выходили 6 сильнейших экипажей.
Мужчины
| Соревнование | Спортсмены                       | Предварительный заезд | Предварительный заезд | Предварительный заезд | Отборочный заезд | Отборочный заезд | Отборочный заезд | Полуфинал | Полуфинал | Полуфинал | Финал                 | Финал                 |
| Соревнование | Спортсмены                       | Заезд                 | Время                 | Место                 | Заезд            | Время            | Место            | Заезд     | Время     | Место     | Время                 | Место                 |
| ------------ | -------------------------------- | --------------------- | --------------------- | --------------------- | ---------------- | ---------------- | ---------------- | --------- | --------- | --------- | --------------------- | --------------------- |
| двойки       | Аркадио Падилья Роберто Ретоласа | 1                     | 7:25,63               | 3                     | 2                | 7:21,46          | 1 Q              | 1         | 7:45,55   | 4         | завершили выступление | завершили выступление |